# David Jacob van Lennep (filolog)
David Jacob van Lennep, född den 15 juli 1774 i Amsterdam, död där den 10 februari 1853, var en holländsk skald och universitetslärare. Han var far till Jacob van Lennep.
van Lennep studerade juridik, förvärvade 1796 doktorsgraden och övergick därefter till filologin. Från 1799 undervisade han vid Athenaeum Illustre  i Amsterdam i klassiska språk och antikens historia. Senare blev han professor i vältalighet vid universitetet i Leiden. Han ägnade sig med förkärlek åt det latinska språket och skrev en del poesi på detta språk.